# Indische Cricket-Nationalmannschaft in den West Indies in der Saison 2022
Die Tour der indischen Cricket-Nationalmannschaft in die West Indies in der Saison 2022 fand vom 22. Juli bis zum 7. August 2022 statt. Die internationale Cricket-Tour war Bestandteil der Internationalen Cricket-Saison 2022 und umfasste drei ODIs und fünf Twenty20s. Indien gewann die ODI-Serie 3–0 und die Twenty20-Serie 4–1.

## Vorgeschichte
Die West Indies bestritten zuvor eine Tour gegen Bangladesch, Indien absolvierte eine solche in England. Das letzte Aufeinandertreffen der beiden Mannschaften bei einer Tour fand in der Saison 2021/22 in Indien statt.

## Stadien
Die folgenden Stadien wurden für die Tour als Austragungsort ausgewählt.
| Stadt         | Land                | Stadion                       | Kapazität | Spiele      |
| ------------- | ------------------- | ----------------------------- | --------- | ----------- |
| Basseterre    | St. Kitts und Nevis | Warner Park                   | 8.000     | 2. & 3. T20 |
| Lauderhill    | USA                 | Central Broward Regional Park | 20.000    | 4. & 5. T20 |
| Port of Spain | Trinidad und Tobago | Queen’s Park Oval             | 25.000    | 1. – 3. ODI |
| Tarouba       | Trinidad und Tobago | Brian Lara Stadium            | 15.000    | 1. T20      |

## Kaderlisten
Indien benannte seinen ODI-Kader am 6. Juli und seinen TWenty20-Kader am 14. Juli 2022.
Die West Indies benannten ihren ODI-Kader am 17. Juli 2022.
| ODI | ODI | Twenty20 | Twenty20 |
| West Indies | Indien | West Indies | Indien |
| --- | --- | --- | --- |
| - Nicholas Pooran (K) - Shai Hope (VK) - Shamarh Brooks - Keacy Carty - Jason Holder - Akeal Hosein - Alzarri Joseph - Brandon King - Kyle Mayers - Gudakesh Motie - Keemo Paul - Rovman Powell - Jayden Seales - Romario Shepherd - Hayden Walsh Jr. | - Shikhar Dhawan (K) - Shreyas Iyer (VK) - Ravindra Jadeja (VK) - Yuzvendra Chahal - Ruturaj Gaikwad - Shubman Gill - Deepak Hooda - Avesh Khan - Ishan Kishan (wk) - Prasidh Krishna - Axar Patel - Sanju Samson (wk) - Arshdeep Singh - Mohammed Siraj - Shardul Thakur - Suryakumar Yadav | - Nicholas Pooran (K) - Rovman Powell (VK) - Shamarh Brooks - Dominic Drakes - Shimron Hetmyer - Jason Holder - Akeal Hosein - Alzarri Joseph - Brandon King - Kyle Mayers - Obed McCoy - Keemo Paul - Romario Shepherd - Odean Smith - Devon Thomas - Hayden Walsh Jr. | - Rohit Sharma (K) - Hardik Pandya (VK) - KL Rahul (VK) - Ravichandran Ashwin - Ravi Bishnoi - Deepak Hooda - Shreyas Iyer - Ravindra Jadeja - Dinesh Karthik - Avesh Khan - Ishan Kishan (wk) - Bhuvneshwar Kumar - Rishabh Pant (wk) - Axar Patel - Harshal Patel - Sanju Samson (wk) - Arshdeep Singh - Kuldeep Yadav - Suryakumar Yadav |

## One-Day Internationals

### Erstes ODI in Port of Spain
| 22. Juli Scorecard | Port of Spain | Indien 308-7 (50)         | – | West Indies 305-6 (50) |
|                    |               | Indien gewinnt mit 3 Runs |   |                        |

Die West Indies gewannen den Münzwurf und entschieden sich als Feldmannschaft zu beginnen. Die indischen Eröffnungs-Batter Shikhar Dhawan und Shubman Gill konnten eine erste Partnerschaft über 113 Runs ausbauen, bevor Gill sein Wicket nach einem Fifty über 64 Runs verlor. Ihm folgte Shreyas Iyer. Dhawan schied nach 97 Runs aus und kurz darauf auch Iyer nach 54. Daraufhin konnte Suryakumar Yadav 13 Runs hinzufügen, bevor sich eine weitere Partnerschaft zwischen Deepak Hooda und Axar Patel bildete. Patel erreichte dabei 21 Runs und Hooda 27. Beste west-indische Bowler waren Gudakesh Motie mit 2 Wickets für 54 Runs und Alzarri Joseph mit 2 Wickets für 61 Runs. Für die West Indies konnte Eröffnungs-Batter Kyle Mayers mit dem dritten Schlagmann Shamarh Brooks eine erste Partnerschaft über 117 Runs aufbauen. Brooks schied nach 46Runs aus und kurz darauf Mayers nach einem Fifty über 75 Runs. Daraufhin etablierte sich Brandon King und an seiner Seite erreichte Kapitän Nicholas Pooran 25 Runs. Nachdem King nach einem Half-Century über 54 Runs ausgeschieden war, bildete sich eine letzte Partnerschaft zwischen Akeal Hosein und Romario Shepherd der es jedoch nicht gelang die Vorgabe einzuholen. Hosein erzielte dabei 32* Runs und Shepherd 39* Runs. Als Spieler des Spiels wurde Shikhar Dhawan ausgezeichnet.

### Zweites ODI in Port of Spain
| 24. Juli Scorecard | Port of Spain | West Indies 311-6 (50)       | – | Indien 312-8 (49.4) |
|                    |               | Indien gewinnt mit 2 Wickets |   |                     |

Die West Indies gewannen den Münzwurf und entschieden sich als Schlagmannschaft zu beginnen. Eröffnungs-Batter Shai Hope konnte sich etablieren und an seiner Seite zunächst Kyle Mayers 39 Runs und Shamarh Brooks 35 Runs. Daraufhin gelang ihm mit Nicholas Pooran eine Partnerschaft über 117 Runs und nachdem Pooran nach einem Half-Century über 74 Runs ausgeschieden war, konnte Rovman Powell 13 Runs erreichen. Hope verlor dann nach einem Century über 115 Runs aus 135 Bällen sein Wicket, bevor Romario Shepherd das Inning mit 14* Runs beendete. Bester indischer Bowler war Shardul Thakur mit 3 Wickets für 54 Runs. Indien begann mit Shikhar Dhawan und Shubman Gill Dhawan schied nach 12 Runs aus und wurde durch Shreyas Iyer gefolgt. Gill verlor sein Wicket nach 43 Runs und Iyer konnte mit dem hineinkommenden Sanju Samson eine Partnerschaft über 99 Runs ausbauen. Iyer schied nach einem Fifty über 63 Runs aus und wurde durch Deepak Hooda gefolgt. Samson erreichte ebenfalls ein Half-Century über 54 Runs, woraufhin sich Axar Patel etablierte. Nachdem Hooda nach 33 Runs ausgeschieden war, konnte Patel die Vorgabe im letzten Over mit 64* Runs einholen. Beste west-indische Bowler waren Alzarri Joseph mit 2 Wickets für 46 Runs und Kyle Mayers mit 2 Wickets für 48 Runs. Als Spieler des Spiels wurde Axar Patel ausgezeichnet.

### Drittes ODI in Port of Spain
| 27. Juli Scorecard | Port of Spain | Indien 225-3 (36/36)                     | – | West Indies 137 (26/35) |
|                    |               | Indien gewinnt mit 119 Runs (D/L method) |   |                         |

Indien gewann den Münzwurf und entschied sich als Schlagmannschaft zu beginnen. Eröffnungs-Batter Shikhar Dhawan und Shubman Gill konnten eine Partnerschaft über 113 Runs aufbauen. Nachdem Dhawan nach einem Fifty über 58 Runs ausgeschieden war, folgte ihm Shreyas Iyer, der 44 Runs erreichen konnte. Gill hatte 98* Runs erreicht, als Regenfälle das Spiel unterbrachen. Nach dem Ende der Regenfälle wurde das Inning beendet. Bester west-indischer Bowler war Hayden Walsh mit 2 Wickets für 57 Runs. Für die West Indies konnte Shai Hope zusammen mit dem vierten Schlagmann Brandon King eine Partnerschaft aufbauen. Hope schied nach 22 Runs aus und wurde durch Nicholas Pooran ersetzt. King verlor nach 42 Runs sein Wicket und Pooran schied mit der gleichen Run-Zahl aus. Dies reichte jedoch nicht um die Vorgabe einzuholen und im 26. Over verloren die West Indies ihr letztes Wicket. Bester indischer Bowler war Yuzvendra Chahal mit 4 Wickets für 17 Runs. Als Spieler des Spiels wurde Shubman Gill ausgezeichnet.

## Twenty20 Internationals

### Erstes Twenty20 in Tarouba
| 29. Juli Scorecard | Tarouba | Indien 190-6 (20)          | – | West Indies 122-8 (20) |
|                    |         | Indien gewinnt mit 68 Runs |   |                        |

Indien gewann den Münzwurf und entschied sich als Schlagmannschaft zu beginnen. Die indischen Eröffnungs-Batter Rohit Sharma und Suryakumar Yadav konnten eine erste Partnerschaft aufbauen. Yadav schied nach 24 Runs aus und an der Seite von Sharma konnte Rishabh Pant 14 Runs erzielen. Nachdem Ravindra Jadeja hineinkam verlor Sharma nach einem Fifty über 64 Runs sein Wicket. Jadeja schied nach 16 Runs aus und die letzte Partnerschaft zwischen Dinesh Karthik (41* Runs) und Ravichandran Ashwin (13* Runs) erhöhte die Vorgabe auf 191 Runs. Bester west-indischer Bowler war Alzarri Joseph mit 2 Wickets für 46 Runs. Für die West Indies konnte Kyle Mayers zunächst 15 Runs erzielen, bevor sein Eröffnungs-Partner Nicholas Pooran als Partner fand. Brooks schied nach 20 Runs aus und Pooran nach 18 Runs. Daraufhin erzielten Rovman Powell und Shimron Hetmyer jeweils 14 Runs. Zum Abschluss es Innings erzielte Keemo Paul 19* Runs, was jedoch nicht reichte, um die Vorgabe einzuholen. Beste indische Bowler waren mit jeweils 2 wickets: Ravichandran Ashwin für 22 Runs, Arshdeep Singh für 24 Runs und Ravi Bishnoi für 26 Runs. Als Spieler des Spiels wurde Dinesh Karthik ausgezeichnet.

### Zweites Twenty20 in Basseterre
| 1. August Scorecard | Basseterre | Indien 138 (19.4)                 | – | West Indies 141-5 (19.2) |
|                     |            | West Indies gewinnt mit 5 Wickets |   |                          |

Die West Indies gewannen den Münzwurf und entschieden sich als Feldmannschaft zu beginnen. Nachdem Suryakumar Yadav nach 11 Runs und Shreyas Iyer nach 10 Runs ausschieden konnte sich die Partnerschaft zwischen Rishabh Pant und Hardik Pandya etablieren. Pant schied nach 24 Runs aus und wurde durch Ravindra Jadeja ersetzt. Pandya schied nach 31 Runs aus und Jadeja nach 27 Runs. Von den verbliebenen Battern erzielte Ravichandran Ashwin 10 Runs und die Vorgabe erhöhte sich auf 139 Runs. Bester west.indischer Bowler war Obed McCoy für 6 Wickets für 17 Runs. Für die West Indies etablierte sich Eröffnungs-Batter Brandon King. An seiner Seite erreichte Nicholas Pooran 14 Runs, bevor sich eine Partnerschaft mit Devon Thomas bildete. King verlor nach einem Half-Century über 68 Runs sein Wicket und Thomas konnte anschließend mit ungeschlagenen 31* Runs die Vorgabe im letzten Over einholen. Fünf indische Bowler erreichten jeweils ein Wicket. Als Spieler des Spiels wurde Obed McCoy ausgezeichnet.

### Drittes Twenty20 in Basseterre
| 2. August Scorecard | Basseterre | West Indies 164-5 (20)       | – | Indien 165-3 (19) |
|                     |            | Indien gewinnt mit 7 Wickets |   |                   |

Indien gewann den Münzwurf und entschied sich als Feldmannschaft zu beginnen. Die erste Partnerschaft für die West Indies bildeten die Eröffnungs-Batter Brandon King und Kyle Mayers. King schied nach 20 Runs aus und der hereinkommende Nicholas Pooran nach 22 Runs. Mayers verlor nach einem Fifty über 73 Runs sein Wicket und die sich bildende Partnerschaft Rovman Powell (23 Runs) und Shimron Hetmyer (20 Runs) konnten die Vorgabe auf 165 Runs erhöhen. Bester indischer Bowler war Bhuvneshwar Kumar mit 2 Wickets für 35 Runs. Von den indischen Eröffnungs-Battern konnte sich Suryakumar Yadav etablieren. An seiner Seite erzielte Shreyas Iyer 24 Runs, bevor er Rishabh Pant als Partner fand. Yadav verlor dann nach einem Half-Century über 76 Runs sein Wicket, während Pant zusammen mit Deepak Hooda die Vorgabe einholte. Pant erreichte dabei 33* Runs und Hooda 10* Runs. Die west-indischen Wickets erzielten Akeal Hosein, Jason Holder und Dominic Drakes. Als Spieler des Spiels wurde Suryakumar Yadav ausgezeichnet.

### Viertes Twenty20 in Lauderhill
| 6. August Scorecard | Lauderhill | Indien 191-5 (20)          | – | West Indies 132 (19.1) |
|                     |            | Indien gewinnt mit 59 Runs |   |                        |

Die West Indies gewannen den Münzwurf und entschieden sich als Feldmannschaft zu beginnen. Für Indien bildeten die Eröffnungs-Batter Rohit Sharma und Suryakumar Yadav die erste Partnerschaft. Sharma schied nach 33 Runs aus und Yadav nach 24. Es folgte eine Partnerschaft zwischen Deepak Hooda und Rishabh Pant. Hooda verlor nach 21 Runs sein Wicket und wurde gefolgt durch Sanju Samson. Pant schied dann nach 44 Runs aus und der hineinkommende Axar Patel konnte dann zusammen mit Samson die Vorgabe auf 192 Runs erhöhen. Samsun erreichte dabei 30* Runs und Patel 20* Runs. Beste west-indischen Bowler waren Alzarri Joseph mit 2 Wickets für 29 Runs und Obed McCoy mit 2 Wickets für 66 Runs. Die west-indischen Eröffnungs-Batter Brandon King erreichte 13 Runs, während sein Partner Kyle Mayers sich etablieren konnte. An seiner Seite erreichte Nicholas Pooran 24 Runs und wurde durch Rovman Powell gefolgt. Mayers schied nach 14 Runs aus und durch Shimron Hetmyer ersetzt. Powell verlor sein Wicket nach 24 Runs und der hineinkommende Jason Holder erreichte 13 Runs. Hetmyer schied dann nach 19 Runs aus, was jedoch nicht ausreichte, um die Vorgabe einzuholen. Bester indischer Bowler war Arshdeep Singh mit 3 Wickets für 12 Runs. Als Spieler des Spiels wurde Avesh Khan für seine 2 Wickets für 17 Runs ausgezeichnet.

### Fünftes Twenty20 in Lauderhill
| 7. August Scorecard | Lauderhill | Indien 188-7 (20)          | – | West Indies 100 (15.4) |
|                     |            | Indien gewinnt mit 88 Runs |   |                        |

Indien gewann den Münzwurf und entschied sich als Schlagmannschaft zu beginnen. Zunächst konnte sich der indische Eröffnungs-Batter Shreyas Iyer etablieren. An seiner Seite erzielte Deepak Hooda 38 Runs aus, bevor Sanju Samson ins Spiel kam. Iyer verlor sein Wicket nach einem Fifty über 64 Runs und wurde durch Hardik Pandya ersetzt. Samsun schied dann nach 15 Runs aus und Pandya nach 28 Runs. Bester Bowler der West Indies war Odean Smith mit 3 Wickets für 33 Runs. Von den west-indischen Eröffnungs-Battern erzielte Shamarh Brooks 13 Runs, bevor sich Shimron Hetmyer etablierte. Dieser fand jedoch keinen Partner und schied selbst nach einem Half-Century über 56 Runs aus. Kurz darauf verloren die West Indies ihr letztes Wicket im 16. Over. Beste indische Bowler waren Ravi Bishnoi mit 4 Wickets für 16 Runs, Axar Patel mit 3 Wickets für 15 Runs und Kuldeep Yadav mit 3 Wickets für 12 Runs. Als Spieler des Spiels wurde Axar Patel ausgezeichnet.

## Auszeichnungen

### Player of the Series
Als Player of the Series wurden der folgende Spieler ausgezeichnet.
| Serie   | Player of the Series |
| ------- | -------------------- |
| ODI     | Shubman Gill         |
| Tweny20 | Arshdeep Singh       |

### Player of the Match
Als Player of the Match wurden die folgenden Spieler ausgezeichnet.
| Spiel       | Player of the Match |
| ----------- | ------------------- |
| 1. ODI      | Shikhar Dhawan      |
| 2. ODI      | Axar Patel          |
| 3. ODI      | Shubman Gill        |
| 1. Twenty20 | Dinesh Karthik      |
| 2. Twenty20 | Obed McCoy          |
| 3. Twenty20 | Suryakumar Yadav    |
| 4. Twenty20 | Avesh Khan          |
| 5. Twenty20 | Anar Patel          |